# Santuario del Santísimo Cristo de Tacoronte

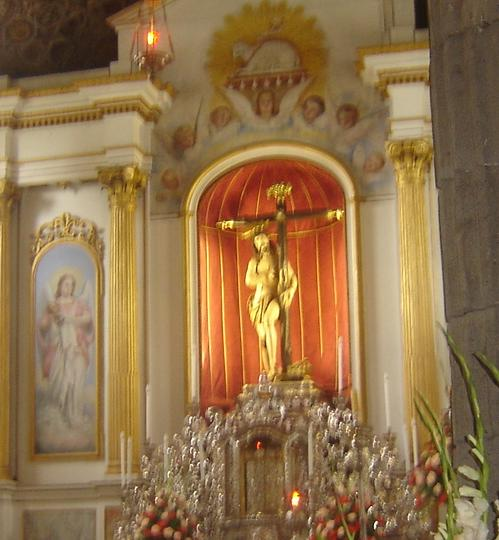
Il Cristo di Tacoronte

Il santuario del Santísimo Cristo de Tacoronte y Ex-convento de San Agustín è una chiesa cattolica situata nella città di Tacoronte, sull'isola di Tenerife. Nel santuario si venera la statua del Cristo di Tacoronte, uno dei simulacri di Gesù più venerati nelle Isole Canarie. Il complesso comprende l'ex monastero di Sant'Agostino, in cui risiedevano i frati agostiniani.

## Descrizione
La bella facciata in pietra vulcanica nera presenta un portale centrale incorniciato da due colonne binate, sormontate da altre due colonne sempre binate attorno a una monofora. Tre piccoli rosoni disposti a triangolo richiamano in timpano che sormonta la parte centrale della facciata, mentre ai suoi lati si ergono due campanili aperti a bifora. La facciata presenta anche due doccioni a forma di drago. Sopra il portale centrale campeggia l'arme dalle famiglia portoghese Pereyra de Castro, che aveva il patronato della chiesa.
La chiesa è a tre navate con archi in pietra. Nel presbiterio sono notevoli la parte anteriore dell'altare e il tabernacolo, opere dell'artista canario Juan Domínguez, nella seconda metà del secolo XVIII.